# Interazionismo
L'interazionismo deriva dal dualismo, proponendo una soluzione per i molti problemi di questa posizione. Il dualismo sostiene che esistano due sostanze fondamentali che non possono interagire causalmente l'una con l'altra.
Nella filosofia della mente il dualismo pone il problema mente-corpo: se mente e corpo sono completamente separati e non possono interagire, come possiamo spiegare la gran moltitudine dei fenomeni di cui abbiamo esperienza nella vita di tutti i giorni? 
Esempi:
- Se il mio corpo si ferisce, è la mente a sentire il dolore
- La mia volontà muove il mio corpo
- La mente sembra essere cosciente del corpo e tramite esso percepisce oggetti nel mondo
- La mente dipende dalla situazione del corpo:
  - Nel sonno, sogna
  - Tramite droghe o malattie, ha allucinazioni
  - Si può influenzare la mente, influenzando il corpo (vertigini, alcool, etc.).

Nonostante ciò anche nell'esperienza quotidiana si vede una grande differenza tra fenomeni fisici e fenomeni psichici, ad esempio l'intenzionalità o la differenza tra leggi causali e leggi associative.
L'interazionismo propone di superare questi problemi spiegando come e dove sia possibile che mente e corpo interagiscano. L'interazionismo concorda con il dualismo che vi siano due sostanze fondamentali, ma ammette un certo grado di influenza dell'uno sull'altro. 
Questo dà origine ad un secondo problema, quello della causazione mentale. Assumendo che nell'universo regni la causalità fisica di materia in movimento, come si può ammettere una causalità immateriale e non sottoposta alle leggi della fisica?
Subito dopo Cartesio vi furono molti filosofi che tentarono di superare i problemi posti dal suo dualismo. Alcuni andarono in direzione dell'occasionalismo, altri tentarono varie forme di interazionismo.
Fondamentale, soprattutto per la filosofia della mente e dell'azione di matrice anglosassone, il concetto di monismo anomalo introdotto dal filosofo americano Donald Davidson.

## Dualismo oggi
Al giorno d'oggi il dualismo pone ancora molti problemi. Molte proprietà della mente non sembrano essere spiegabili in termini neurologici, quindi si deve ancora supporre, come faceva Cartesio, che la mente necessiti di un trattamento speciale. Anche se nelle scienze cognitive pochi credono ad un dualismo radicale come quello originario di Cartesio, si riconosce che il problema mente-corpo sia un problema serio, esemplificato da fenomeni quali l'intenzionalità e le difficoltà incontrate nell'intelligenza artificiale. Di conseguenza si sono sviluppate molte posizioni nella filosofia della mente per risolvere questo problema, spesso di carattere riduzionista.
Uno degli esempi contemporanei più celebri del carattere interazionista è l'opera The Self and its Brain (trad. it. L'Io e il suo cervello) del filosofo Karl Popper e del neurologo John Eccles.